# بروس موریسن
بروس موریسن (انگلیسی: Bruce Morrison؛ زادهٔ ۸ اکتبر ۱۹۴۴) سیاست‌مدار اهل ایالات متحده آمریکا است.
بروس اندرو موریسون (زاده ۸ اکتبر ۱۹۴۴) یک نماینده سابق کنگره اهل کنتیکت و نامزد فرمانداری کنتیکت است. او لابیست و وکیل مهاجرت است. او یکی از اعضای حزب دمکرات و یکی از افسران کمیته هماهنگی قومی دموکراتیک ملی است.